# Bartolomeo I della Scala
Bartolomeo I della Scala (fallecido el 7 u 8 de marzo de 1304) fue señor de Verona desde 1301, miembro de la familia Scaligeri y protector de Dante Alighieri durante su exilio de Florencia.

## Biografía

### Orígenes
Bartolomeo era hijo de Alberto I della Scala, quien durante su gobierno vitalicio (1277-1301) estableció el gobierno de los Scaligeri sobre Verona como señorío hereditario.

### Ascenso al poder
Posiblemente ya en 1293, Alberto asoció a Bartolomeo con él en el gobierno de la ciudad. Como resultado, cuando Alberto falleció en 1301, Bartolomeo lo sucedió inmediatamente como «Capitán y Rector» de los gastaldos y el pueblo de Verona.

### Breve gobierno y fallecimiento
Durante su breve gobierno, Bartolomeo consolidó aún más el control de los Scaligeri, privando al consejo de los gremios de su última autoridad.
Se había casado en 1291 con Costanza di Antiochia, hija de Corrado d'Antiochia.
Bartolomeo murió el 7 u 8 de marzo de 1304 y fue sucedido por su hermano Alboino.

## Sucesión
| Predecesor: Alberto I della Scala (1277-1301) | Señor de Verona 1301 - 1304 | Sucesor: Alboino I della Scala (1304-1311) |

- Datos: Q733418
- Multimedia: Bartolomeo I della Scala / Q733418